# Mas flow: Los benjamins
Más Flow: Los Benjamins es el título de la tercera compilación discográfica de los productores dominicanos Luny Tunes bajo el nombre de Más Flow, y que en esta ocasión cuentan con la colaboración del productor Tainy.
Para esta producción, Más Flow Inc. cuenta de nuevo con cantantes estelares, en especial Wisin & Yandel, Héctor el Father, Daddy Yankee y Tony Tun-Tun quienes se habían encargado de llevar al éxito la canción «Mayor que yo» en el compilado antecesor, y en esta ocasión se encargarían de darle fama a la canción «Noche de entierro (Nuestro amor)», considerada como la continuación de la historia de Mayor que yo.
Además este disco cuenta con figuras como Don Omar, Alexis & Fido, Zion, Baby Rasta, el dúo Plan B y Tito el Bambino, además, de las para ese entonces, nuevas figuras como son Yomo, Franco "El Gorila", Arcángel & De la Ghetto, Ñejo & Dálmata, Luigi 21 Plus y el famoso grupo de pop, RBD.
La recopilación contó con una reedición titulada Los Benjamins: La Continuación, publicada un año después, esta recopilación cuenta con 21 temas nuevos y un DVD.

## Lista de canciones

### Mas Flow: Los Benjamins
| N.º      | Título | Productor(es)                        | Duración |  |
| 1.       | «Royal Rumble (Se van)» (Wisin, Wise, Zion, Daddy Yankee, Héctor el Father, Yomo, Don Omar, Franco El Gorila, Arcángel, Alexis, El Roockie) | Luny Tunes · Nely                    | 6:16     |  |
| 2.       | «Lento» (RBD) | Luny Tunes · Tainy                   | 3:16     |  |
| 3.       | «Hello» (Zion) | Luny Tunes · Tainy                   | 3:26     |  |
| 4.       | «Entrégate» (Wisin & Yandel) | Luny Tunes · Tainy                   | 3:46     |  |
| 5.       | «Beautiful» (Don Omar) | Luny Tunes · Tainy                   | 3:00     |  |
| 6.       | «Noche de entierro (Nuestro amor)» (Daddy Yankee, Wisin & Yandel, Zion, Héctor el Father, Tony Tun-Tun)                                     | Luny Tunes · Tainy · Nales · Mr. G   | 4:23     |  |
| 7.       | «Mi fanática» (Arcángel & De la Ghetto) | Luny Tunes · Tainy                   | 3:48     |  |
| 8.       | «Esta noche» (Tito el Bambino) | Luny Tunes · Tainy · Nales           | 2:36     |  |
| 9.       | «La ex» (Alexis & Fido) | Luny Tunes · Doble A & Nales         | 2:54     |  |
| 10.      | «De ti me enamoré» (Baby Rasta) | Luny Tunes · Tainy                   | 3:22     |  |
| 11.      | «Slow Motion» (Yo-Seph) | Luny Tunes · Tainy · Doble A & Nales | 3:18     |  |
| 12.      | «Alócate» (Zion) | Luny Tunes · Tainy                   | 2:32     |  |
| 13.      | «Tocarte» (Plan B) | Luny Tunes · Mr. G                   | 2:24     |  |
| 14.      | «Disimúlalo» (Magnate) | Luny Tunes                           | 2:15     |  |
| 15.      | «Acelera» (Franco El Gorila) | Luny Tunes · Tainy                   | 2:33     |  |
| 16.      | «Clack Clack» (Angel Doze) | Luny Tunes · Tainy                   | 3:24     |  |
| 17.      | «Piden Reggaeton» (Ángel & Khriz) | Luny Tunes · Tainy                   | 3:09     |  |
| 18.      | «Deja quitarte la ropa» (Dálmata) | Luny Tunes · Tainy                   | 3:17     |  |
| 19.      | «Contigo» (Jean) | Luny Tunes · Nales                   | 2:31     |  |
| 20.      | «Tu me arrebata» (Ñejo) | Luny Tunes · Tainy                   | 3:08     |  |
| 21.      | «No te quiere» (El Roockie) | Luny Tunes · Tainy                   | 2:30     |  |
| 22.      | «Libertad (Bonus Track) (Canción oculta)» (Luigi)                                                                                           | Luny Tunes · Tainy · Doble A         | 2:59     |  |
| 23.      | «Lento (Remix) (Bonus Track)» (RBD) | Luny Tunes · Tainy                   | 3:21     |  |
| 01:14:05 | |                                      |          |  |

Notas
- «Entrégate» contiene un sample de «Do It ('Til You're Satisfied)» (1974), interpretado por B. T. Express.

## Los Benjamins: La Continuación
Los Benjamins: La Continuación es un álbum de estudio de Mas Flow: Los Benjamins, publicado el 15 de mayo de 2007. Cuenta con los 21 temas de la edición estándar, un segundo disco y un DVD.

## Lista de canciones

### Los Benjamins: La Continuación
| N.º | Título                                                            | Productor(es)                            | Duración |  |
| 1.  | «Luny Tunes Taliban Beat» (Luny Tunes)                            | Luny Tunes, Miki                         | 2:15     |  |
| 2.  | «Lo nuestro se fue» (Ivy Queen, Daddy Yankee, Wisin, Alex Rivera) | Luny Tunes, Tainy & Nales                | 4:09     |  |
| 3.  | «Vete» (Erre XI)                                                  | Luny Tunes, Noriega, Nales & Gomez       | 3:29     |  |
| 4.  | «Welcome to My Crib» (Randy)                                      | Luny Tunes & Tainy                       | 4:07     |  |
| 5.  | «Cámara» (Yomo)                                                   | Luny Tunes, Miki & Nales                 | 2:38     |  |
| 6.  | «Lento (Remix)» (RBD con Wisin & Yandel)                          | Luny Tunes, Way Fell & Tainy             | 3:55     |  |
| 7.  | «La distancia» (Arcángel)                                         | Luny Tunes, Miki & Tainy                 | 3:14     |  |
| 8.  | «Mía» (Yo-Seph)                                                   | Noriega & Thilo                          | 2:39     |  |
| 9.  | «I Think I'm in Love» (Ektor)                                     | Luny Tunes & Nales                       | 2:44     |  |
| 10. | «Hello (Remix)» (Lionize)                                         | Luny Tunes & Tainy                       | 3:37     |  |
| 11. | «Beautiful (Remix)» (Don Omar)                                    | Luny Tunes & Tainy                       | 2:55     |  |
| 12. | «Luny & Nales (Remix)» (Nales, Daddy Yankee & Wisin)              | Luny Tunes & Nales                       | 2:20     |  |
| 13. | «Ando en esa» (O.G. Black con Lionize)                            | Luny Tunes, Miki & Nales                 | 3:12     |  |
| 14. | «Entrégate (Remix)» (Wisin & Yandel)                              | Luny Tunes & Tainy                       | 3:46     |  |
| 15. | «Dile» (M.J. con Zion)                                            | Luny Tunes, Kalin & Julian               | 3:25     |  |
| 16. | «Te toco» (High Rollers Family)                                   | Luny Tunes, Tainy, Miki, Doble A & Nales | 3:39     |  |
| 17. | «Que paso» (Alex Killer)                                          | Luny Tunes & Thilo                       | 3:43     |  |
| 18. | «Ven motivame (Bonus Track)» (Baby Ranks)                         | Luny Tunes                               | 3:17     |  |
| 19. | «Bien duro (Bonus Track)» (Falo)                                  | Miki                                     | 3:05     |  |
| 20. | «Bailándome (Bonus Track)» (K.I.D.)                               | Thilo & DJ Coffie                        | 3:24     |  |
| 21. | «Reggaeton Ripiao (Bonus Track)» (Baby Shaba)                     | Luny Tunes, Miki, Doble A & Nales        | 3:34     |  |

- Las últimas cuatro pistas de Los Benjamins: La Continuación fue publicadas anteriormente en la compilación Raíces del Reggaeton.
- El sample de violín utilizado en «Hello (Remix)» también sería utilizado en «Zun da da» del cantante Zion para su álbum solista The Perfect Melody.

## DVD
| N.º | Título | Duración |  |
| 1.  | «Noche De Entierro (Nuestro Amor) - Luny Tunes / Tony Tun Tún / Daddy Yankee / Wisin Y Yandel / Héctor El Father» | 4:24     |  |
| 2.  | «Alócate - Zion»                                                                                                  | 3:17     |  |
| 3.  | «Esta Noche - Tito El Bambino»                                                                                    | 3:06     |  |

## Posicionamiento
| Listas (2006)                   | Posiciones |
| ------------------------------- | ---------- |
| U.S. Billboard 200              | 30         |
| U.S. Billboard Top Latin Albums | 1          |
| U.S. Billboard Top Rap Albums   | 9          |

## Créditos y personal
Adaptados de los créditos en Allmusic y los álbumes.